# Бізюков Онуфрій Терентійович
Ону́фрій Тере́нтійович Бізюков (* 24 червня 1897, Веліж Вітебської губернії — сучасна Смоленська область — † 15 березня 1986, Київ) — український художник-пейзажист, портретист, малював натюрморти, бойчукіст.

## Життєпис
Ще під час навчання — з 1917 року — брав участь у виставках.
1918 року закінчив Миргородську художньо-промислову школу. В 1923—1930 роках навчався у Київському художньому інституті, педагогом був Михайло Бойчук.
Будучи студентом, брав участь в оформленні головного залу санаторію в Одесі, 1926 року — в оформленні Всеукраїнського музейного містечка на території Києво-Печерської Лаври. Разом з тим у 1920—1931 роках викладав малюнок і майстерність живопису в Київському художньому технікумі.
22 травня 1935 року його заарештовано — як послідовника «реакційної школи бойчукізму» та звинувачено в причетності до Української Військової Організації. На допитах відкинув всі звинувачення, в жовтні засуджений до трьох років таборів.
1939 року звільнився, дозвіл проживати отримав в Куйбишеві. Працював над створенням циклу жанрових та пейзажних картин «Волзькі мотиви».
Учасник Другої світової війни, після демобілізації повернувся до Києва.

## Станкові твори
- «На пароплаві біля котла» — 1920-ті,
- «Гармоніка»,
- «Червоноармієць»,
- 1931 — «Пилярі у лісі»,
- 1947 — «Старий Київ»,
- 1951 — «Дніпровські рибалки», 1951,
- 1953 — «Прибій»,
- «В майстерні художника», 1959,
- «Весна. Ржищів»,
- 1964 — «Дніпрові кручі»,
- 1966 — «На київських пагорбах»,
- 1967 — «Оранжевий глек»

Твори зберігаються, зокрема, в Національному художньому музеї України, Миколаївському обласному художньому музеї.